# 杨庶正
杨庶正（1933年—），男，回族，山东益都人，中国作曲家，一级作曲，代表作《谁不说俺家乡好》，曾任深圳交响乐团团长，中国音乐家协会理事。